# 말로 귀스토
말로 귀스토(Malo Gusto, 2003년 5월 19일~)는 프랑스의 축구 선수이며, 프리미어리그의 첼시에서 라이트 백으로 뛰고 있다.
AS 빌퐁텐과 부르고앙질리외 그리고 리옹 유스를 거친 귀스토는 2021년 1월 24일 리옹에서 프로 데뷔전을 치렀다.
2023년 1월 29일, 3070만 파운드 (약 465억)의 이적료에 잉글랜드의 첼시로 이적했다. 2022-23 잔여 시즌은 리옹에서 임대로 마치게 됐다.